# Rebollosa de los Escuderos
Rebollosa de los Escuderos (también conocida como Rebollosilla) es una localidad española, actualmente deshabitada, del municipio soriano de Retortillo de Soria, en la comunidad autónoma de Castilla y León.

## Toponimia
El rebollo es un árbol de la familia de las fagáceas, de unos 25 m de altura, con tronco grueso, copa ancha, corteza cenicienta, hojas caedizas, algo rígidas, oblongas o trasovadas, sinuosas, verdes y lampiñas en el haz, pálidas en el envés y con pelos en los nervios, flores en amento y bellotas solitarias y sentadas, o dos o tres sobre un pedúnculo corto. Abunda en la comarca.

## Geografía
Situada en un altozano, en las estribaciones de la sierra de Pela, junto al complejo arqueológico de Tiermes.

## Demografía
Consta como despoblado en los años 1981 y 2008.

## Historia
Es muy probable, observando el entorno indómito de la zona, que los escuderos de su apellido no sean los que fabrican escudos ni los que sirvieron a la nobleza, sino los rayones o jabatos que debían abundar por estas serranías de Rebollosa y del vecino Peralejo.[cita requerida]
Perteneció a la Comunidad de Villa y Tierra de Caracena. En el censo de 1879, ordenado por el Conde de Floridablanca,  figuraba como lugar  del Partido de Caracena en la Intendencia de Soria,  con jurisdicción de señorío y bajo la autoridad del alcalde pedáneo, nombrado por el Duque de Uceda.  Contaba entonces con 73 habitantes.
A la caída del Antiguo Régimen la localidad se constituye en municipio constitucional en la región de Castilla la Vieja que en el censo de 1842 contaba con 10 hogares y 40 vecinos. La localidad aparece descrita en el decimotercer volumen del Diccionario geográfico-estadístico-histórico de España y sus posesiones de Ultramar de Pascual Madoz de la siguiente manera:

REBOLLOSA DE ESCUDEROS: l. con ayunt; en la prov. de Soria (14 leg., part. jud. del Burgo (5), aud. terr. y c. g. de Burgos (25), dióc. de Sigüenza (9). sit. en llano, con libre ventilacion y saludable clima. Tiene 10 casas; escuela de instruccion primaria; una fuente de abundantes y buenas aguas, que provee á las necesidades del vecindario y ganados; una igl. parr. (San Gervasio y Protasio) aneja de la de Tarancueña, servida por el teniente cura que da el pasto espiritual en Cañicera. térm.: confina con los de Tarancueña, Losana, Peralejo, Manzanares y Cañicera. El terreno, que participa de montuoso y llano, es de inferior calidad y todo de secano. caminos: los locales, de herradura y en mal estado. correo: se recibe y despacha en Caracena. prod.: trigo, centeno, cebada, avena, patatas, legumbres, alguna hortaliza y pastos, con los que se mantiene ganado lanar y vacuno; abunda la caza de perdices. ind.: la agrícola. pobl.: 10 vec., 42 alm. cap. imp.: 19,264 rs. 18 maravedises.
(Madoz, 1849, p. 384)

A mediados del siglo XIX este municipio desaparece porque se integra en el municipio Losana. A finales del siglo XX este municipio desaparece porque se integra en el municipio de Retortillo de Soria. Las cuatro localidades contaban entonces con 74 hogares y 254 habitantes
El pueblo, desde hace muchos años, está despoblado y en un estado de ruina parcial avanzada. Actualmente, ya no quedan casas en pie.

## Patrimonio

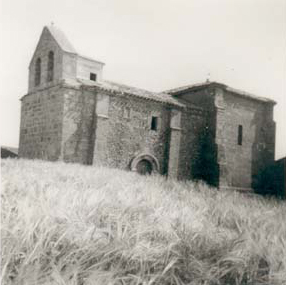
Iglesia de Rebollosa de los Escuderos, consagrada a los santos Gervasio y Protasio

Iglesia parroquial católica de San Gervasio y Protasio, típica de una arquitectura rural con influencias del románico.